# Судьба барабанщика
«Судьба барабанщика» — повесть Аркадия Гайдара для среднего школьного возраста, написанная в 1938 году. Опубликованная в 1939 году, она сразу обрела огромную популярность среди советской молодёжи.

## Сюжет
Действие происходит в 1930-е годы. Пионер Серёжа Щербачов живёт в Москве с отцом и с мачехой Валентиной Долгунцовой, на которой его отец, бывший сапёр-красноармеец, женился через два года после того, как перебрался с сыном в Москву — мать Серёжи утонула, купаясь в реке Волге, когда ему было восемь лет. Спустя некоторое время отец Серёжи становится директором большого текстильного магазина, и семья начинает жить в изрядном материальном достатке. Но постепенно Серёжа начинает замечать, что в семье теперь нет мира и покоя: Валентина явно крутит роман на стороне и в то же время часто ругает мужа, называя его рохлей и тряпкой и ставя в пример его начальников, которые живут в роскоши (Валентина намекает мужу, что тому не хватает цепкости, практичности и хваткости на новой должности, поскольку в его руках теперь, фактически, весь товарно-денежный оборот магазина).
Серёжа предчувствует какую-то неминуемую, но не до конца понятную ему самому, грозную беду. Его тревогу и страх дополняет и поведение отца, который сам не скрывает своей тревоги. В один из весенних дней 12-летний Серёжа радостно возвращается домой из школы, потому что его назначили барабанщиком школьного пионеротряда. Подойдя к дому он узнаёт от соседских дворовых мальчишек, что его отец арестован за растрату. Вскоре его приговаривают к пяти годам ИТЛ и отправляют сначала на лесоповал, а затем на строительство канала. Серёжа очень тяжело переживает разлуку с отцом («Прощай! — думал я об отце. — Сейчас мне двенадцать, через пять — будет семнадцать, детство пройдёт, и в мальчишеские годы мы с тобой больше не встретимся»), но в то же время ему очень стыдно за поступок отца, потому что ему кажется, что отец пошёл на должностное преступление по наущению Валентины.
Проходит два года, и Валентина снова выходит замуж — за молодого инструктора Осоавиахима. Летом она уезжает с новым мужем на Кавказ отдыхать на месяц и оставляет Серёже на домашние расходы деньги большой по тем временем суммой в 150 советских рублей (средняя зарплата в 1938 году у рабочих промышленности составляла около 280 рублей; на 2019 год это эквивалентно примерно 18 500 российских рублей[значимость факта?]). Серёжа, которому теперь уже четырнадцать лет, остаётся один в пустой квартире и впадает в полное смятение. Этим пользуется его подозрительный приятель Юрка Ковякин — 16-тилетний шалопай из соседнего дома, оказавшийся, как выяснилось впоследствии, мелким воришкой, связанным со взрослыми преступниками. Серёжа попадает под его дурное влияние и, с подачи Юрки, начинает легкомысленно тратить оставленные деньги: сначала втридорога покупает фотоаппарат устаревшей модели, потом угощает своих новых дружков в кафе и в конечном итоге просто позволяет Юрке и его воровским сообщникам развлекаться за его счёт. Когда деньги заканчиваются и Серёжа оказывается в долгах, то он не придумывает ничего лучше, как продать старьёвщику ценные вещи мачехи; в частности — её дорогую меховую горжетку.
Серёжа понимает, что по возвращении Валентины ему придётся дать мачехе отчёт за глупо растраченные деньги и проданную дорогую горжетку. Он начинает мечтать, чтобы в их квартиру забрались однажды воры, на которых можно будет свалить пропажу вещей — отныне он регулярно оставляет дверь квартиры незапертой. Перед этим он обыскивает квартиру, думая, что Валентина взяла на отдых не все свои деньги, и в одном из ящиков письменного стола находит пистолет браунинг — служебное оружие второго мужа Валентины.
Однажды, вернувшись в квартиру, Серёжа действительно обнаруживает в ней постороннего человека. Появившийся в квартире нежданный гость представляется родным братом Валентины. «Дядя» — солидный, вежливый человек средних лет, без вредных привычек. Изображая из себя идейного советского человека, «дядя» имеет привычку употреблять высокопарные лозунги, доходящие порой до гротеска: «за это ли ты гремел кандалами, взвивал чапаевскую саблю и шёл на эшафот?», «думал ли ты во мраке тюремных подвалов, под грохот канонад, а также на полях и равнинах мировой битвы?» «Дядя» — этот с виду добродушный толстяк — ничем не вызывает подозрения и вскоре завоёвывает расположение подростка: Серёжа с радостью отправляется в дорогу со своим новоиспечённым «дядей», который в компании странного друга, старика Якова, увозит «племянника» в Серпухов, а оттуда в Киев.
Однако в поезде Серёжа впервые замечает неладное: «дядя» и старик Яков обворовывают попутчика. При этом старика Якова «дядя» именует героем-политкаторжанином, однако по повадкам тот скорее напоминает матёрого уголовника. В Киеве «дядя» целыми днями пропадает неизвестно где, из его комнаты доносятся странные запахи, и в его столе лежит странная бумага, на которой не остаётся следов от пера, а использование этой бумаги Серёжей вызывает неожиданно сильный гнев «дяди». Из случайно подслушанного разговора Серёжа вдруг узнаёт, что «дядя» — в действительности никакой вовсе не дядя: он даже незнаком с Валентиной. Внушает опасение и подозрительный старик Яков, который неожиданно то появляется, то исчезает. И хотя «дядя» и Яков отныне не вызывают у Серёжи доверия, но из-за своей наивности и идеализма доверчивый подросток в упор не желает признавать фактов, изобличающих в этих двух подозрительных типах странных, сомнительных личностей. Кроме того, «дядя» ещё больше усыпляет бдительность Серёжи, обещая устроить его воспитанником в некую одесскую мичманскую школу.
Серёжа со своим сомнительным «дядей» живут в старой дворянской усадьбе, переоборудованной в советское время под детский сад, в котором служит сторожем, дворником и истопником пожилой сын очень старой полоумной женщины — дядиной давней знакомой. Судя по всему, выжившая из ума старуха была когда-то барыней, хозяйкой усадьбы, которую «дядя» спас во время Гражданской войны от красноармейцев, из чего нетрудно догадаться, что «дядя» в прошлом был белогвардейцем. Вскоре «дядя» подбивает «племянника» познакомиться со сверстником Серёжи — Славой Грачковским. Отец Славы — военный инженер, работающий в сфере оборонной промышленности, и «дядя» стремится через Серёжу выведать о его работе как можно больше информации. «Дядя» узнаёт, что Славка вместе с отцом отплывает завтра на пароходе к маме вверх по Десне. Именно в тот же день старик Яков отправляется тем же пароходом в Чернигов якобы «навестить свою больную бабушку». На следующий день Серёжа узнаёт, что отца Славки на обратном пути (когда тот, отвезя сына, возвращался назад) кто-то в лесу ударил ножом в спину, выхватив сумку с секретной документацией, и теперь инженер Грачковский находится в больнице в тяжёлом состоянии.
Серёжа, до недавних пор по-прежнему считавший дядю своим другом и покровителем, догадывается, кто мог это сделать. С отчаянием и негодованием он вынужден признать, что «дядя» и Яков — злостные преступники, скрывающиеся от правосудия. Окончательно вся его вера в «дядю» рушится, когда из киевской горсправки он получает ответ, что никакой мичманской школы в Одессе нет и не было. Обманутый простодушный подросток вынужден также признать очевидное: «дядя» и старик Яков использовали его в качестве прикрытия своих грязных дел и теперь устранят его за ненадобностью. Он принимает решение сбежать, но перед побегом намеревается обыскать вещи своего бывшего покровителя, чтобы насобирать денег на дорогу. Денег он не находит, но обнаруживает, что «дядя» похитил из его московской квартиры браунинг мужа Валентины.
Тут он слышит, как возвращаются «дядя» и старик Яков; по подслушанным разговорам Серёжа понимает, что они хотят как можно быстрее скрыться. Прихватив с собой браунинг, Серёжа выбирается на улицу через окно и также намеревается бежать, но пионерская совесть подсказывает ему: он должен во что бы то ни стало не дать бандитам уйти незамеченными. Подросток преграждает дорогу преступникам и открывает стрельбу. И в тот же момент ответная пуля, выпущенная «дядей», поражает его в горло. Теряя сознание, Серёжа слышит звук выстрелов и разорвавшейся бомбы.
Серёжа выживает и приходит в себя после операции в больнице в дачном посёлке Ирпень. Его навещают сотрудник органов госбезопасности майор Герчаков и Славка. От них Серёжа узнаёт, что пресловутый «дядя» арестован и за ним уже давно велось наблюдение. Он оказался шпионом неназванной страны. «Дядин» сообщник старик Яков, убитый Сергеем наповал во время перестрелки — бандит. На Серёжу преступники вышли по наводке Юркиного старшего покровителя, который ранее дотошно расспрашивал Серёжу об отце и Валентине (Серёжа в тот момент находился в состоянии сильного опьянения). Герчаков также сообщает, что Славкин отец жив и идёт на поправку. Через несколько дней, поправляясь и коротая время в больничном саду, Серёжа к своему величайшему изумлению видит идущего к нему по аллейке больничного сада врача, а рядом с ним своего отца, который был освобождён досрочно за ударный труд. Отец рассказывает, что вернулся в Москву через неделю после таинственного отъезда сына.
Счастливые отец и сын возвращаются на самолёте в Москву, чтобы начать жизнь заново.

## Художественные особенности
События книги перемежаются воспоминаниями Серёжи об отце.
Из этих коротких лирических эпизодов Гайдар выстроил второй, и по сути главный, «подводный» сюжет повести, в котором воспроизвёл атмосферу и нарисовал портрет того времени

Но тревога — неясная, непонятная — прочно поселилась с той поры в нашей квартире. То она возникала вместе с неожиданным телефонным звонком, то стучалась в дверь по ночам под видом почтальона или случайно запоздавшего гостя, то пряталась в уголках глаз вернувшегося с работы отца…

…Вбегая к себе во двор… громко отбивал я линейкой по ранцу торжественный марш-поход, когда всей оравой кинулись… мне навстречу, наперебой выкрикивая, что у нас дома был обыск и отца моего забрала милиция и увезла в тюрьму.

— Папа, а всё-таки «Жаворонок» — это не солдатская песня! …
— А какая же?
— Да так! Просто человеческая.
— Ну и что же, человеческая! А солдат не человек, что ли?

При этом автор открыто выражает сочувствие арестованному растратчику и его двенадцатилетнему сыну. Основная мысль книги — что совершённые ошибки можно и нужно исправлять.

## Издание
Стараниями Б. Ивантера «Судьбу барабанщика» без проволочек разрешили печатать в журнале «Пионер». Единственная проблема заключалась в том, что в журнале от сдачи рукописи в набор до появления номера проходило три месяца.
Слух о новой, приключенческой и остропатриотической повести Гайдара мгновенно разлетелся сначала по Москве, а затем и по стране и так долго ждать выхода «Барабанщика» никто не желал. И прежде всего, комсомольское начальство. А поскольку выпуск всей печатной продукции для детей был отдан ЦК комсомола, то, с полного согласия Ивантера, был выстроен такой график обнародования «Барабанщика»:

- «Пионерская правда» (она самая оперативная, из номера в номер);
- «Пионер» (в двух или даже трёх номерах);
- отдельная книга в Детиздате.

Тут же появились желающие осуществить художественное воспроизведение повести: о готовности читать «Судьбу барабанщика» заявило руководство детской редакции Всесоюзного радио (телевидение тогда только появилось и до его массового распространения было далеко, а эта детская радиоредакция была единственной на всю страну), чуть позднее предполагалось сделать инсценировку для очень популярной передачи для взрослой аудитории «Театр у микрофона», большой отрывок «Барабанщика» попросил малоизвестный журнал «Колхозные ребята», Одесская киностудия была готова в ближайшее время приступить к съёмкам одноимённого фильма.
2 ноября 1938 года газета «Пионерская правда», опубликовала первые главы «Судьбы барабанщика». Под отрывком стояло: «Продолжение следует» (газета выходила три раза в неделю). На следующий день тот же отрывок был прочитан по радио, и теперь уже диктор объявил на всю страну: «Продолжение следует».
Однако продолжение не последовало. Этому послужил донос в НКВД. Повесть тут же была запрещена, набор в «Пионере» и Детиздате был рассыпан. И не только «Барабанщика» — всех книг Гайдара, которые находились в производстве. Никто не сомневался, что дни Гайдара сочтены, — в библиотеках, не дожидаясь указаний, стали снимать с полок «РВС», «Школу», «Военную тайну» и «Дальние страны».
Спустя три месяца, когда Гайдар уже ожидал ареста, после неожиданного награждения его орденом «Знак Почёта» его вызвали в Детиздат. В дирекции лежали уже отпечатанные и подписанные главным редактором договоры на издание всех до единого произведений Гайдара — не были забыты даже крошечные рассказы типа «Маруся» — их предполагалось выпустить для самых маленьких читателей миллионным тиражом (как деликатно объяснили автору, все эти книги решено немедленно переиздать «взамен ошибочно сожжённых»).
В 1939 году повесть «Судьба барабанщика» вышла отдельной книгой в Детиздате.
По поводу всей драматической эпопеи в дневнике Аркадия Петровича сохранилась короткая запись: «Проклятая „Судьба барабанщика“ крепко по мне ударила».

## Экранизации
По повести сняты одноимённые киноленты 1955 и 1976 годов. В фильме 1955 года отца Серёжи арестовывают за утерю важного документа, а не за растрату. И Сергею рассказывает сущность Юрки, артиста «брата Шаляпина» и т. д. не Герчаков, а отец. А в фильме 1976 года Сергей не убивает старика Якова (его хватают вместе с дядей).